# Éric Elkouby
Pour les articles homonymes, voir Elkouby.
Éric Elkouby, né le 24 juin 1973 à Strasbourg, est un homme politique français.
Il est adjoint au maire de Strasbourg de 2008 à juin 2016, conseiller départemental du canton de Strasbourg-2 entre 2015 à 2021 et député de 2016 à 2017.

## Carrière politique
Éric Elkouby adhère au PS en 1992. De 2007 à 2016, il est le suppléant et l'attaché parlementaire d'Armand Jung.
En mars 2008, il figure en 7e position sur la liste de Roland Ries, candidat PS à la mairie de Strasbourg ; et à la suite de la victoire de ce dernier, il devient adjoint au maire chargé des foires et marchés.
En mars 2011, il est élu conseiller général du canton de Strasbourg-9.
En mars 2014, il figure en 19e position sur la liste du maire sortant. Il est réélu et devient adjoint au maire chargé du tourisme.
En mars 2015, il est élu conseiller départemental du canton de Strasbourg-2 en tandem avec Martine Jung,,,.
Le 10 mars 2016, Éric Elkouby est désigné, avec sa suppléante Laurence Noss, par les militants socialistes pour briguer le poste laissé vacant ; à la suite de la démission d'Armand Jung (dont Eric Elkouby est proche politiquement), pour raisons de santé. Il recueille 98,03 % des suffrages. 52,71 % des adhérents du PS de la 1re circonscription se sont déplacés pour ce vote.
Éric Elkouby arrive en tête au soir du 1er tour de la législative partielle dans la 1re circonscription du Bas-Rhin, et l'emporte lors du second avec 53,77 % des voix lors d'une élection qui comptait 80 % d'abstention.
En juin 2016, il annonce démissionner du conseil municipal de Strasbourg et de son mandat d'adjoint au maire pour respecter la loi sur le non-cumul des mandats.
En 2017, il se représente aux élections législatives sous l'étiquette PS majorité présidentielle, et perd au deuxième tour face à Thierry Michels.
En 2021, il se représente aux élections départementales, toujours en binôme avec Martine Jung.
Le duo, en ballotage défavorable, échoue au second tour face au binôme Damien Fremont (EELV) et Fleur Laronze (PCF), élus pour leur premier mandat.
Éric Elkouby perd alors son dernier mandat, celui de conseiller d’Alsace au sein de la Collectivité européenne d’Alsace.
Il tente à nouveau de se présenter aux élections législatives de 2022, sans parvenir à obtenir l’investiture ni du PS ni de LREM, mais est éliminé dès le premier tour. Sandra Regol (EELV) sera élue au second tour.